# Bristol Type 159
El Bristol Type 159 fue un diseño británico de un bombardero pesado de cuatro motores de la Bristol Aeroplane Company, de Filton, Bristol. Se construyó una maqueta, pero el proyecto se canceló y no se construyó ningún avión.

## Diseño y desarrollo
En marzo de 1939, el Ministerio del Aire británico emitió la especificación B.1/39 por un bombardero pesado que reemplazaría a los Avro Manchester, Short Stirling y Handley Page Halifax. Bristol había presentado el Type 159, a veces conocido como Beaubomber, que era un monoplano de ala baja con cola doble y que utilizaba principalmente componentes utilizados por el Bristol Beaufort. Poseía un tren de aterrizaje de rueda de morro con toda la carga de bombas de 6803 kg almacenada dentro del ala interior. Se propusieron cuatro motores Hercules con capacidad de intercambiarse con los Rolls-Royce Griffon. La tripulación, aparte del bombardero, estaría alojada en una estructura monocasco blindada con una torreta artillada dorsal y otra ventral. Se seleccionaron el Type 159 y el diseño del Handley Page HP.60, una variante del Halifax, y la intención era encargar dos prototipos de cada tipo para su evaluación. El Type 159 pasó el túnel de viento para comprobar su estabilidad y baja resistencia y, con un diseño muy avanzado, a principios de 1940 estaba lista una maqueta a escala real.
La intención era construir un avión a media escala para realizar pruebas de vuelo, pero como el Ministerio de Producción Aeronáutica (MAP) estaba concentrado en la producción de cazas, los trabajos en el Type 159 se detuvieron y la maqueta se desmanteló en mayo de 1940.

## Especificaciones
Referencia datos: Bristol Aircraft since 1910

### Características generales
- Tripulación: Siete
- Longitud: 24,5 m (80,2 ft)
- Envergadura: 34,8 m (114 ft)
- Altura: 6,2 m (20,2 ft)
- Superficie alar: 170 m² (1829,9 ft²)
- Peso vacío: 16 942 kg (37 340,2 lb)
- Peso cargado: 32 205 kg (70 979,8 lb)
- Planta motriz: 4× motor radial de 14 cilindros en dos filas sobrealimentado refrigerado por aire Bristol Hercules VII.
  - Potencia: 1100 kW (1517 HP; 1496 CV) cada uno.
- Hélices: Tripala de paso variable

### Rendimiento
- Velocidad máxima operativa (Vno): 486 km/h (302 MPH; 262 kt)
- Alcance: 4000 km (2160 nmi; 2485 mi)
- Techo de vuelo: 7700 m (25 262 ft)

## Aeronaves relacionadas

### Secuencias de designación
- Secuencia Numérica (interna de Bristol): ← 152 - 156 - 158 - 159 - 160 - 161 - 162 →